# إرنستو لابارث
إرنستو إنريكي لابارث فلوريس Ernesto Enrique Labarthe Flores (مواليد 2 يونيو 1956 في ليما ، بيرو) هو لاعب كرة قدم سابق من بيرو،لاعب خط وسط.

## إنجازاته في النادي
بن رئيس سبورت بويز لابارث، بدأ مسيرته الاحترافية الكروية مع سبورت بويز. بعد تألقه مع النادي البيروفي ، تعاقد مع مونتيري في المكسيك لموسم 1980–81. بعدما سجل هدفين في ثلاث مباريات ، ضيع لابارث مكانه وخاض ثلاث مباريات أخرى فقط لمونتيري قبل ترك النادي. بعد عودته للعب في بيرو ، قضى فترة قصيرة أخرى في الخارج مع بالستينو في تشيلي. 

## إنجازاته دولياً
كان لاعبا في فريق المنتخب في كأس العالم فيفا 1978 . 

## حياته الشخصية
إبن لابارث ، جيانفرانكو ، أيضًا لاعب كرة قدم محترف.

## وصلات خارجية
ارنستو لابارث
Ernesto Labarthe